# Криничанский район
Кринича́нский райо́н (укр. Криничанський район) — упразднённая административная единица на западе центральной части Днепропетровской области Украины. Административный центр — посёлок городского типа Кринички.

## География
Район расположен на западе центральной части Днепропетровской области.
С ним граничат
Верхнеднепровский,
Пятихатский,
Софиевский,
Солонянский,
Днепровский,
Петриковский районы и
Каменский городской совет
Днепропетровской области.
Площадь — 1680 км² (4-е место среди районов).
Через территорию района протекают реки —
Днепр (Каменское водохранилище),
Мокрая Сура,
Сухая Сура,
Базавлук,
Саксагань,
Сухая Саксагань,
Рекалова,
Водяная,
Каменка.

## История
По территориально-административному делению село Кринички с времён его основания было центром Криничанской волости.
Район образован 7 марта 1923 года в составе Днепропетровского округа Екатеринославской губернии, территория района была сформирована из Семёновской волости Верхнеднепровского уезда, Криничеватовской, Сурско-Михайловской и Карнаухово-Хуторской волостей. В 1931 году упразднён, 11 февраля 1939 года восстановлен. В 1962 году создан укрупнённый район с центром в пгт Кринички, в состав которого вошли пгт Аулы, Кринички, Щорск, а также сельские советы Криничанского и Щорского районов.

## Демография
Население района составляет 40 330 человек (11-е место среди районов; данные 2001 г.), в том числе в городских условиях проживают 12 034 человека, в сельских — 28 296.

## Административное устройство
Район включает в себя:
| - Поселковых советов: 3 - Сельских советов: 18 | - Посёлков городского типа: 3 - Посёлков: 5 - Сёл: 103 |

### Местные советы[7]
| - Криничанский поселковый совет - Ауловский поселковый совет - Божедаровский поселковый совет - Адамовский сельский совет - Светлогорский сельский совет - Болтышковский сельский совет - Быковский сельский совет - Гуляйпольский сельский совет - Дружбовский сельский совет - Затишнянский сельский совет - Катеринопольский сельский совет | - Кудашевский сельский совет - Маломихайловский сельский совет - Новосёловский сельский совет - Покровский сельский совет - Преображенский сельский совет - Проминьский сельский совет - Саксаганский сельский совет - Семеновский сельский совет - Украинский сельский совет - Червоноивановский сельский совет |

### Населённые пункты[8]
| с. Адамовка с. Александровка с. Алексеевка с. Андреевка пгт Аулы с. Барвинок с. Березино с. Благодатное с. Благословенная с. Божедаровка с. Болтышка с. Бузулуки с. Быково с. Василевка с. Весёлая Долина с. Весёлая Роща с. Весёлое с. Ветровка пос. Вишнёвое с. Владимировка с. Водяное с. Вольное с. Высокое пос. Гранитное с. Гремучее с. Грузиновка с. Грушевка с. Гуляйполе | с. Диброва с. Дружба с. Егоровка с. Заря с. Затишное с. Зелёная Долина с. Зелёный Кут с. Зелёный Яр с. Ильинка с. Казачье с. Калиновка с. Каменьчаны с. Катериновка с. Катеринополь с. Ковалевка с. Козодуб с. Коробчино с. Котляровка пгт Кринички с. Крутая Балка пос. Кудашевка с. Лозоватка с. Лозуватское с. Луговое с. Любимовка с. Любомировка с. Людмиловка с. Маломихайловка | с. Малософиевка с. Малярщина пос. Милорадовка с. Мирное с. Михайловка с. Надия с. Новая Праця с. Новогуровка с. Новожитловка с. Новокалиновка с. Новомилорадовка с. Новоподгородное с. Новопушкаревка с. Новосёловка с. Одаровка с. Оленовка с. Павловка с. Первозвановка с. Первомайское с. Подгорное с. Покровка с. Поляна с. Потоки с. Прапор с. Преображенка с. Приволье с. Проминь с. Роговское | с. Саксаганское с. Светлогорское с. Семеновка с. Скелеватка с. Смоленка пос. Сорокопановка с. Степановка с. Суворовское с. Сухой Хутор с. Тарасовка с. Тепловка с. Трудовое с. Удачное с. Украинка с. Украинское с. Ульяновка с. Червоная Балка с. Червоное с. Червоноивановка с. Червоный Орлик с. Червоный Став с. Червоный Яр с. Черкасское с. Чернече с. Шмаково пгт Божедаровка с. Яблоневое |

#### Ликвидированные населённые пункты[9]
| пос. Адамовское | с. Настополь | с. Новоукраинка |

## Экономика
- Общая площадь сельскохозяйственных угодий составляет 149 тыс. га, в том числе 121,1 тыс. га пахотной земли. Искусственные водоёмы, которые используются для орошения полей и разведения рыбы, занимают 3,4 тыс. га, лесные насаждения — 3 тыс. га. Среди минеральных ресурсов района — залежи гранита и песка.
- В районе работают 5 промышленных предприятий, такие как сельскохозяйственное ЗАО «Дар», Аульская хлоропереливная станция, районная типография, управление по эксплуатации газового хозяйства, Аульское водопроводное хозяйство.
- На территории района действуют гранитные карьеры: Грушевский (площадь 9 га), Калиновский (9 га), Кудашевский (39 га), где добывают серый гранит, Светлогорский песчаный карьер (6 га).
- Основным в экономике Криничанского района есть производство продукции сельского хозяйства. В районе созданы 47 сельскохозяйственных агроформирований, 301 фермерское хозяйство, рыбное хозяйство. Из перерабатывающих предприятий на территории района находится ООО «Божкодаровский элеватор» и комбикормовый завод.

## Образование
- В районе функционируют 29 школ, дом детского и юношеского творчества, центр учащейся молодежи, 28 дошкольных заведений.

## Медицина
- В районе функционируют 2 районные и 6 участковых больниц, 10 амбулаторий, 32 фельдшерско-акушерских пункта.

## Культура
На территории района действуют 25 домов культуры и клубов, 26 библиотек, 2 музеев, 2 школы эстетичного воспитания. При районном Доме культуры есть театр, который имеет звание народного.